# Monster Worldwide
Monster Worldwide est une entreprise américaine qui fait partie de l'indice NASDAQ-100.